# Деспонтен, Леон
Леон Деспонтен (фр. Léon Despontin 6 июля 1888, Marche-les-Dames — 7 августа 1972, Mozet, Валлония) — бельгийский профессиональный шоссейный велогонщик в 1914-1928 годах.

## Достижения
1919
9-й Тур Бельгии — Генеральная классификация
1920
3-й Тур Бельгии — Генеральная классификация
4-й Льеж — Бастонь — Льеж
1921
7-й Тур де Франс — Генеральная классификация
7-й Льеж — Бастонь — Льеж
7-й Тур Бельгии — Генеральная классификация
10-й Париж — Брюссель
1922
6-й Париж — Брюссель
7-й Тур де Франс — Генеральная классификация
1923
5-й Льеж — Бастонь — Льеж
7-й Тур де Франс — Генеральная классификация
1924
7-й Париж — Рубе
1925
8-й Тур Бельгии — Генеральная классификация

## Статистика выступлений

### Гранд-туры
| Гранд-тур      | 1921 | 1922 | 1923 | 1924 | 1925 | 1926 | 1927 |
| -------------- | ---- | ---- | ---- | ---- | ---- | ---- | ---- |
| Джиро д’Италия | —    | —    | —    | —    | —    | —    | —    |
| Тур де Франс   | 7    | 7    | 7    | НФ   | 16   | —    | 28   |

| —  | Не участвовал  |
| НФ | Не финишировал |